# Ihor Skuz
Ihor Wasylowycz Skuz (ukr. Ігор Васильович Скуз; ur. 30 maja 1976 roku w Kijowie) – ukraiński kierowca wyścigowy.

## Kariera
Po dwóch tytułach mistrza Ukrainy w kratingu (lata 1994, 2000), Skuz rozpoczął karierę w międzynarodowych wyścigach samochodowych w 2006 roku, od startów w Ukraine Circuit Racing Championship, gdzie został sklasyfikowany na czwartej pozycji. W późniejszych latach Ukrainiec pojawiał się także w stawce Dubai 24 Hour oraz European Touring Car Cup. W 2014 roku w European Touring Car Cup startował w klasie Super 2000 TC2T z hiszpańską ekipą Campos Racing. W ciągu dziesięciu wyścigów, w których wystartował, sześciokrotnie stawał na podium, w tym dwukrotnie na jego najwyższym stopniu. Z dorobkiem 79 punktów został sklasyfikowany na trzeciej pozycji w swojej klasie.